# Liste der Baudenkmale in Elbingerode (bei Herzberg am Harz)
In der Liste der Baudenkmale in Elbingerode bei Herzberg sind die Baudenkmale der niedersächsischen Gemeinde Elbingerode enthalten. Der Stand der Liste ist der 5. Mai 2020. Die Quelle der Baudenkmale ist der Denkmalatlas Niedersachsen.

## Allgemein
In den Spalten befinden sich folgende Informationen:
- Lage: die Adresse des Baudenkmales und die geographischen Koordinaten. Kartenansicht, um Koordinaten zu setzen. In der Kartenansicht sind Baudenkmale ohne Koordinaten mit einem roten Marker dargestellt und können in der Karte gesetzt werden. Baudenkmale ohne Bild sind mit einem blauen Marker gekennzeichnet, Baudenkmale mit Bild mit einem grünen Marker.
- Bezeichnung: Bezeichnung des Baudenkmales
- Beschreibung: die Beschreibung des Baudenkmales. Unter § 3 Abs. 2 NDSchG werden Einzeldenkmale und unter § 3 Abs. 3 NDSchG Gruppen baulicher Anlagen und deren Bestandteile ausgewiesen.
- ID: die Objekt-ID des Baudenkmales
- Bild: ein Bild des Baudenkmales, ggf. zusätzlich mit einem Link zu weiteren Fotos des Baudenkmals im Medienarchiv Wikimedia Commons. Wenn man auf das Kamerasymbol klickt, können Fotos zu Baudenkmalen aus dieser Liste hochgeladen werden:

## Liste der Baudenkmale
| Lage                                             | Bezeichnung          | Beschreibung | ID       | Bild           |
| ------------------------------------------------ | -------------------- | --- | -------- | -------------- |
| Hattorfer Straße 10 51° 39′ 26″ N, 10° 16′ 30″ O | Wohnhaus             | Wohnhaus in Fachwerkbauweise mit Scheune | 34137926 | Weitere Bilder |
| Kirchplatz 1/2 51° 39′ 31″ N, 10° 16′ 34″ O      | Kirchhof Elbingerode | Baudenkmal-Gruppe Kirchhof Elbingerode mit Kirche, Pfarrhaus, Alter Schule und Kriegerdenkmal.                                                                                       | 34118558 | Weitere Bilder |
| Kirchplatz 1 51° 39′ 30″ N, 10° 16′ 33″ O        | Pfarrhaus            | Einzeldenkmal der Baudenkmal-Gruppe Kirchhof Elbingerode (ID 34118558). Pfarrhaus in Fachwerkbauweise.                                                                               | 34137950 | Weitere Bilder |
| Kirchplatz 2 51° 39′ 30″ N, 10° 16′ 35″ O        | Kirche St. Petrus    | Einzeldenkmal der Baudenkmal-Gruppe Kirchhof Elbingerode (ID 34118558). Kirche aus der zweiten Hälfte des 18. Jahrhunderts, in Fachwerkbauweise auf einem Feldsteinsockel errichtet. | 34137853 | Weitere Bilder |